# Assamiidae
Assamiidae sind eine Familie der Spinnentiere (Arachnida) in der Ordnung der Weberknechte (Opiliones). Sie sind nach Assam benannt, wo die erste Art, Assamia westermanni, der Familie beschrieben wurden. Mit mehr als 400 Arten sind sie die größte Gruppe der Laniatores.
Mit einer Körpergröße von 2 bis 8 mm sind sie kleine bis sehr große, meist gelb bis rotbraune Weberknechte mit schwarzer Zeichnung auf der Rückenseite. Einige haben auch weiße Zeichnungen. Ihre Beine sind stets lang.
Wie für Weberknechte üblich, sind die meisten Arten der Familie bodenbewohnend (Streuschicht). Einige Arten der Familie sind blind. Diese leben im Boden oder in Höhlen.
Die Familie ist in den Tropen der alten Welt verbreitet. Sie fehlt in Madagaskar, Europa, Amerika und Südostasien. Große Artenvielfalt haben die Assamidae in Zentralafrika, Indien, Australien und Neuguinea.

## Systematik
Die über 250 Gattungen mit 400 beschriebenen Arten, wobei auch hier diese starke Unterteilung unsicher ist. Die Einteilung in die von Roewer etablierten Unterfamilien ist monophyletisch und daher nicht aufrechtzuerhalten. Es gibt mindestens fünf große Gruppen, deren Abgrenzung der Unterteilung von Roewer widerspricht.
Dampetrinae sind endemisch in Australien und Neuguinea. Assamiinae gibt es meistens in Indien und Nepal. Trionyxellinae, die in Indien und auf Sri Lanka vertreten sind, besitzen eine mittlere Tarsalklaue (Pseudonychium). Erecinae leben in Zentralafrika. Die kleinen, blinden Irumuinae siedeln in Höhlen und im Boden.
Assamidae sind wahrscheinlich eine Schwestergruppe der Gonyleptoidea.
- Spinnentiere (Arachnida)
  - Weberknechte (Opiliones)
    - Unterordnung Laniatores Thorell, 1876
      - Gruppe (Infraordnung) Grassatores
        - Überfamilie Assamioidea Sørensen
          - Familie Assamiidae Sørensen, 1884
            - Unterfamilie Aburistinae Roewer, 1935
            - Unterfamilie Acacinae Roewer, 1935
            - Unterfamilie Assamiinae Sørensen, 1884 – meist in Indien und Nepal
            - Unterfamilie Dampetrinae Sørensen, 1886 – nur in Australien und Neuguinea
            - Unterfamilie Erecinae Roewer, 1935 – Zentralafrika
            - Unterfamilie Eupodaucheniinae Roewer, 1935
            - Unterfamilie Irumuinae Kauri, 1985 – kleine, blinde, bodenbewohnende Arten
            - Unterfamilie Maruinae Roewer, 1935
            - Unterfamilie Mysoreinae Roewer, 1935
            - Unterfamilie Opcochininae Roewer, 1935
            - Unterfamilie Polycoryphinae Roewer, 1935
            - Unterfamilie Pungoicinae Roewer, 1935
            - Unterfamilie Selencinae Roewer, 1935
            - Unterfamilie Sidaminae Roewer, 1935 – Ostafrika
            - Unterfamilie Trionyxellinae Roewer, 1912 – Indien und Sri Lanka.